# 켄 돈

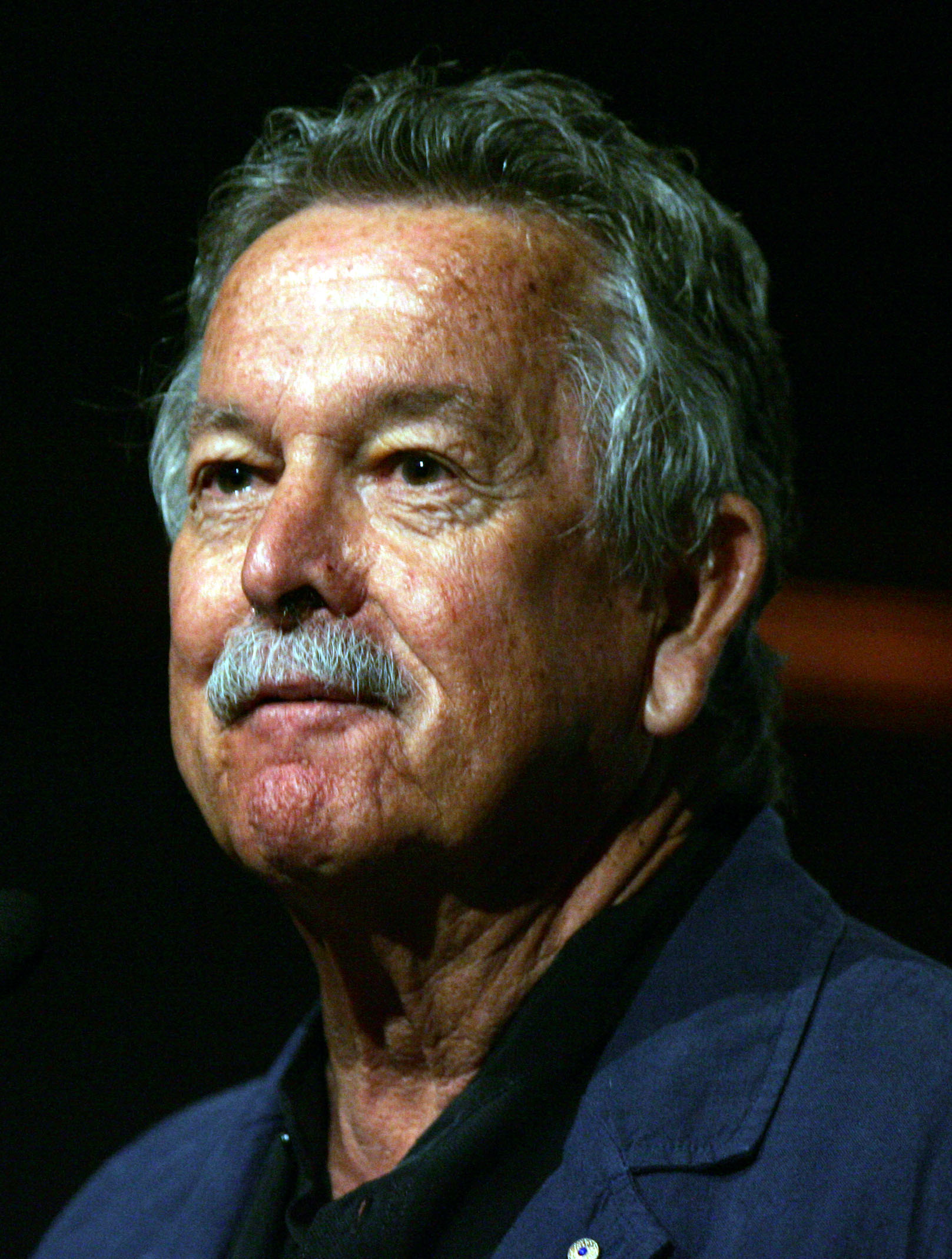

켄 돈(Ken Done, 1940년 6월 29일 ~ )은 오스트레일리아의 화가, 디자이너이다. 단순하고 밝은 색으로 그려진 오스트레일리아의 랜드 마크는 매우 유명하고 인기를 얻어, 현재는 "돈 디자인" 브랜드 의류 및 인테리어 제품이 판매되고 있다.

## 경력
호주 시드니의 서부 교외 지역에서 자라 14세가 되던 1954년부터 1959년 사이에 오스트레일리아 국립 예술 학교 (National Art School, NAS)에서 미술을 배운다. 이후 뉴욕과 런던에서 광고 대행사 JWT (J. Walter Thompson)에서 근무하였다. 1969년 오스트레일리아로 귀국하였고, 1980년에 처음으로 개인전을 연다. 이후 프랑스, 일본, 미국, 영국 등에서도 개인전이 개최되었다. 1988년부터 유니세프 친선 대사를 맡고있다. 1989년에 일본의 잡지 "Hanako"의 로고와 표지 디자인을 담당. 1999년까지 매호 계속되었다. 1992년에 오스트레일리아 훈장을 수훈하였다. 2000년에 개최된 시드니 올림픽의 공식 엠블럼을 디자인했다.